# L'Épiphanie (Bosch)
Pour les articles homonymes, voir Épiphanie et L'Adoration des mages.
L’Épiphanie est un triptyque peint par Jérôme Bosch vers 1495. Il est également connu sous le nom de L'Adoration des Mages. Le panneau central mesure 138 × 72 cm, et les panneaux latéraux 138 × 34 cm.
Le triptyque original est exposé actuellement au Musée du Prado à Madrid. Il en existe de nombreuses copies. D'autres versions du même thème, attribuées à Bosch, à son atelier ou à des suiveurs, sont exposées à New York (L'Adoration des mages, vers 1470-1480), Philadelphie (L'Adoration des mages, entre 1495 et 1520) et Anderlecht (triptyque de l'Adoration des mages, après 1515-1520).
|                                                |                                       |                                               |                                                       |
| Panneau gauche : Saint Pierre avec la donateur | Panneau central : Adoration des Mages | Panneau droit : Sainte Agnès avec le donateur | Vue du triptyque refermé : la Messe de saint Grégoire |

## Description
Le retable triptyque de L'Adoration des Mages, commandé par Peeter Scheyve et sa femme Agnes de Gramme en 1495-1499, comprend des éléments uniques dans l’œuvre de Bosch qui sont absents des autres triptyques néerlandais peints à la même époque. Le panneau central représente l'Enfant Jésus dans les bras de la Vierge Marie, en présence des trois Rois mages. La grange délabrée et les personnages inquiétants qui se trouvent à l'intérieur symbolisent l'imminence du danger. Deux paysans sont sur le toit et regardent la scène ; d'autres essayent de jeter un œil à travers les ouvertures situées dans les murs de la grange ou en montant au sommet des arbres environnants. Au deuxième plan, une scène de bataille ; des hommes montés à cheval s'élancent depuis la droite et la gauche, dans ce qui semble être le prélude d'un combat. Au loin, un troisième groupe de cavaliers se dirige vers la ville. À l'arrière-plan, on distingue la ville de Jérusalem avec en son centre un moulin à vent, un symbole récurrent dans l’œuvre de Bosch.
Les panneaux latéraux représentent les donateurs accompagnés de leurs saints patrons : Peeter Scheyve et saint Pierre sur le panneau de gauche ; Agnès de Gramme et sainte Agnès sur le panneau de droite, donateurs identifiés grâce aux recherches de Xavier Duquenne . Sur les premiers et seconds plans des panneaux latéraux, la continuité spatiale n'est pas respectée avec le panneau central, même s'ils sont suffisamment semblables pour que le triptyque puisse se lire comme un panorama.
Peeter Scheyve et saint Pierre, représentés sur le panneau de gauche, apparaissent à la droite du Christ, une place d'honneur. Derrière eux, Joseph fait sécher des vêtements près d'un feu. Bien qu'il s'agisse du seul triptyque dans lequel il représente un donateur, Bosch continue à respecter les codes de la représentation des donateurs. Au second plan de ce panneau, au milieu d'un champ, d'étranges créatures dansent (l'un, de trois quarts dos, semble exhiber son sexe à l'attention d'une dame qui parait offusquée) et jouent d'un instrument de musique semblable à une cornemuse. Finalement, le panneau de droite, la donatrice agenouillée avec sainte Agnès derrière elle, debout, tenant une Bible. Derrière les deux femmes, un écu avec une fleur-de-lys a été peint. Un agneau, l'emblème de sainte Agnès, allongé sur le sol, se trouve au-dessus de la femme à genoux. À l'arrière plan, une femme tente d'échapper à un loup, alors qu'un homme - plus près — n'a pas pu échapper à un second loup et est en train d'être dévoré.
Lorsque les panneaux articulés sont refermés (ce qui était probablement le cas la plupart du temps), une Messe de saint Grégoire en grisaille apparaît sur leur revers, avec — à nouveau — un portrait des donateurs.

## La tradition des triptyques aux Pays-Bas
L'Adoration des Mages de Bosch diffère des autres triptyques de l'Adoration peints en Europe du Nord à cette époque dans la mesure où il représente les saints et les donateurs sur le même plan que le Christ, mais pas sur le même panneau. Comparé à ses contemporains, Bosch rompt avec la tradition qui consistait à envisager chaque panneau latéral comme servant à représenter une scène distincte et choisi — lui — de représenter une seule et même scène. Ce retable de Bosch a été peint environ dix ans avant celui d'van der Goes, inspirant peut-être le retable Portinari, dont les panneaux latéraux représentent eux aussi, le donateur en prière avec un saint. Le retable de saint Jean d'Hans Memling date également de la même époque, mais les scènes sur les panneaux latéraux sont déconnectés de la scène représentée sur le panneau central.

## Détails

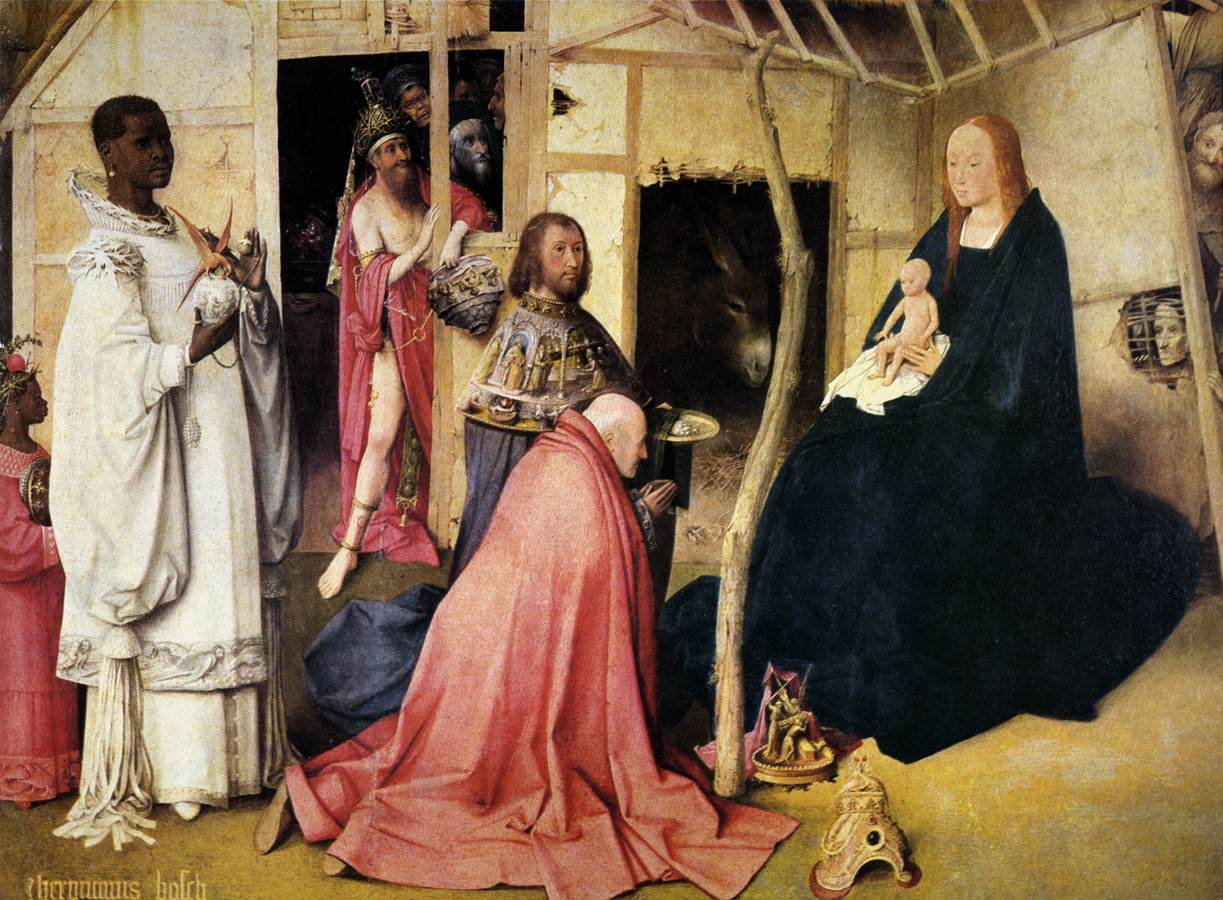
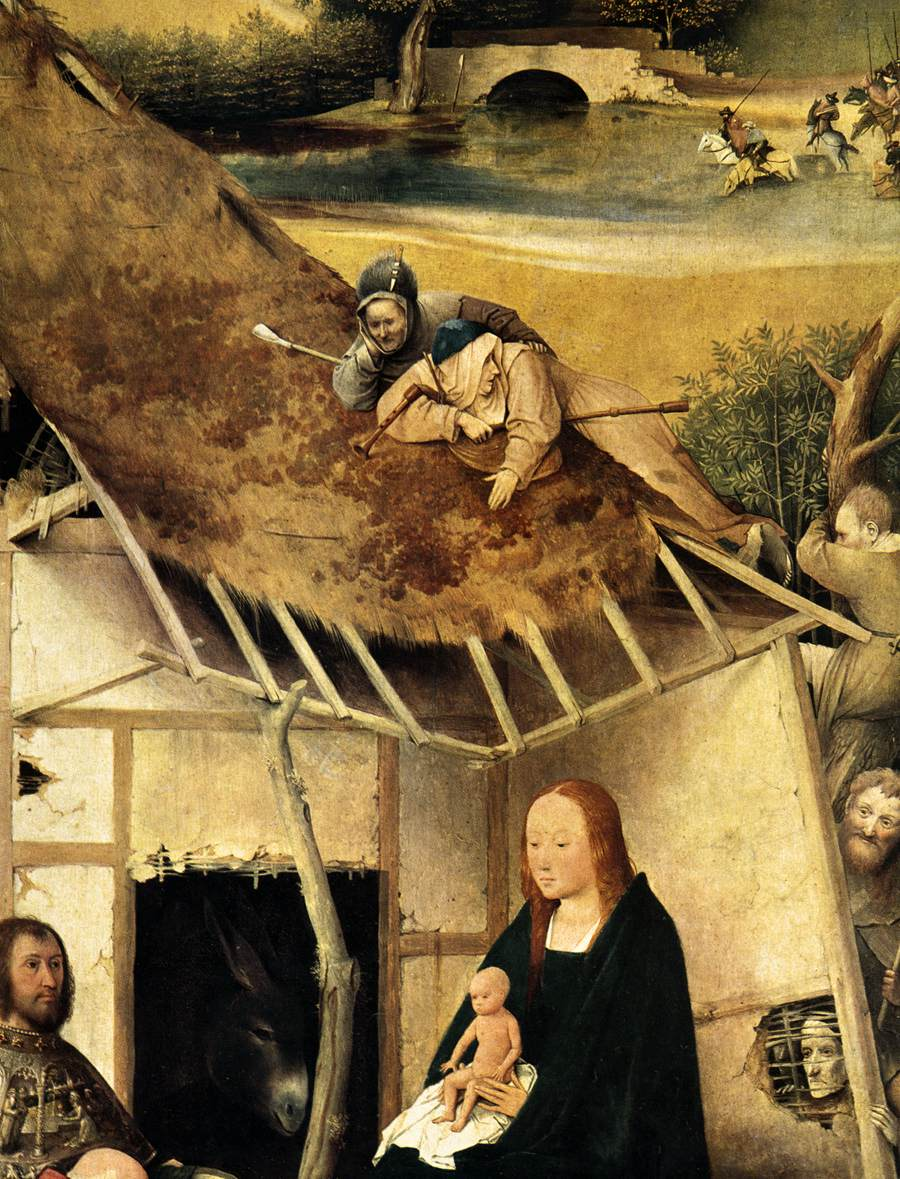
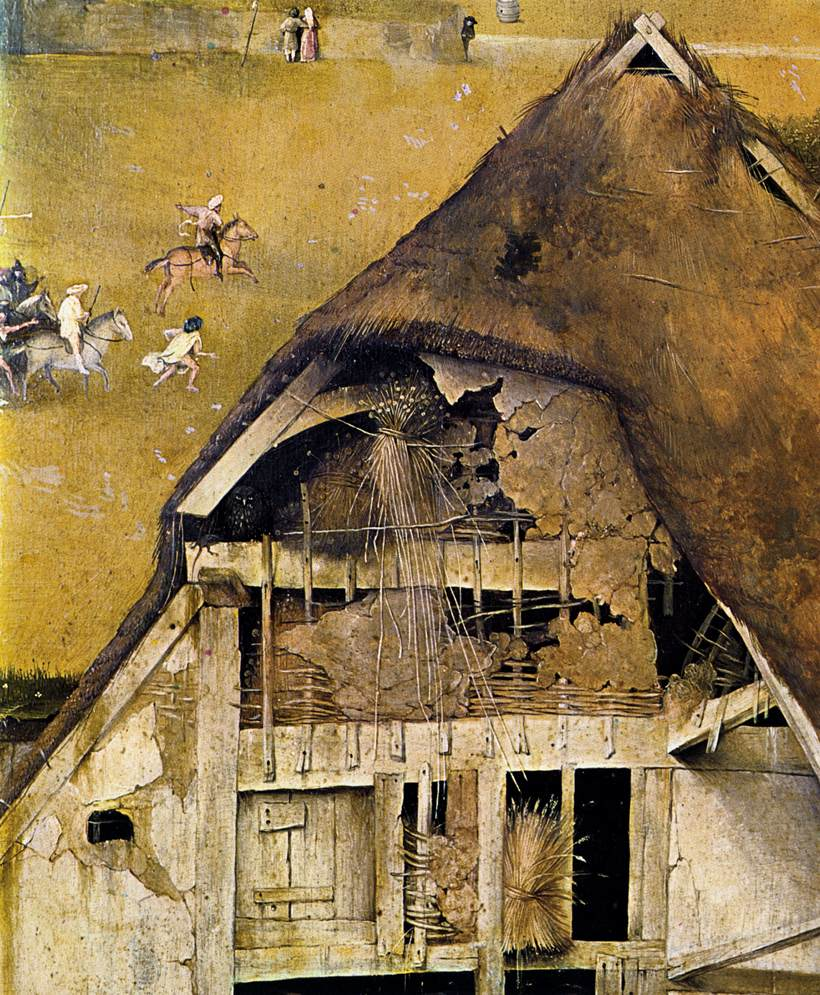
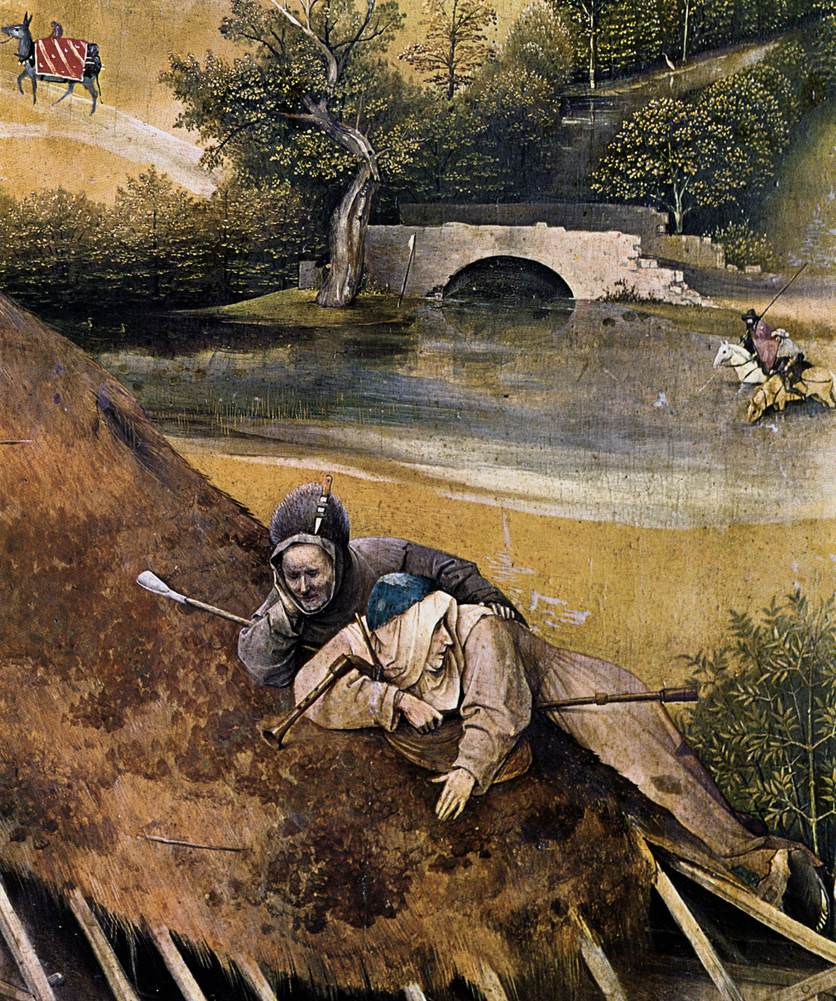
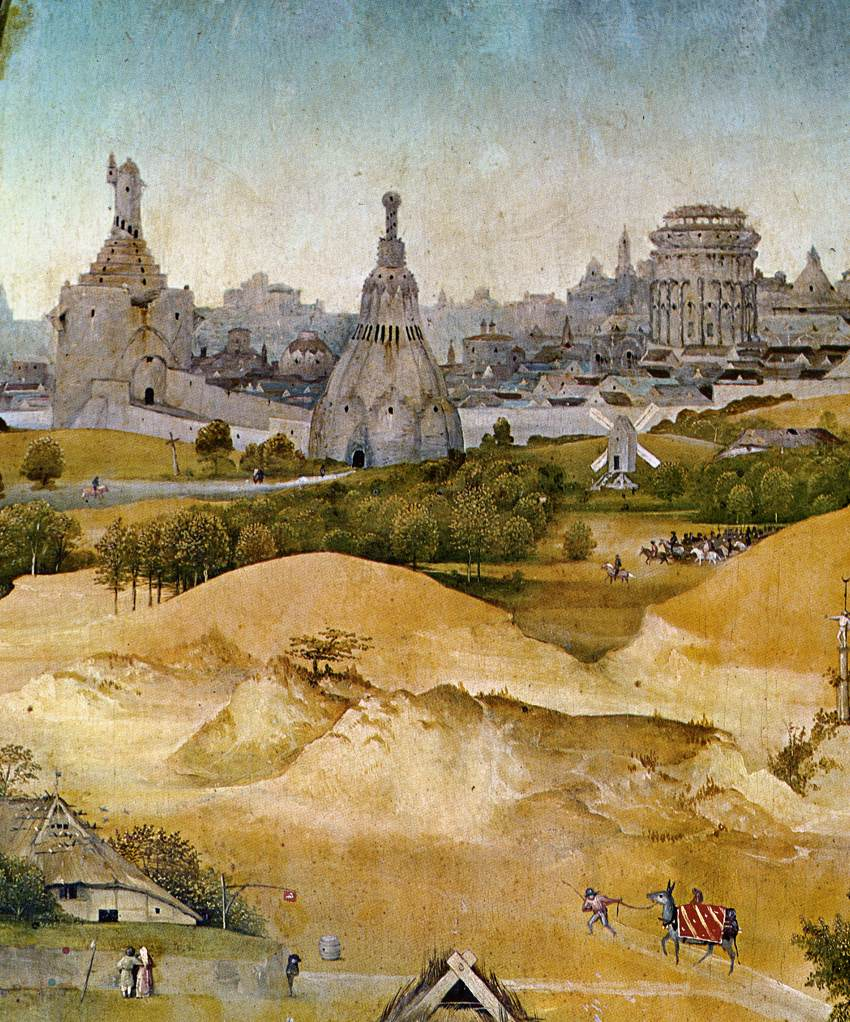
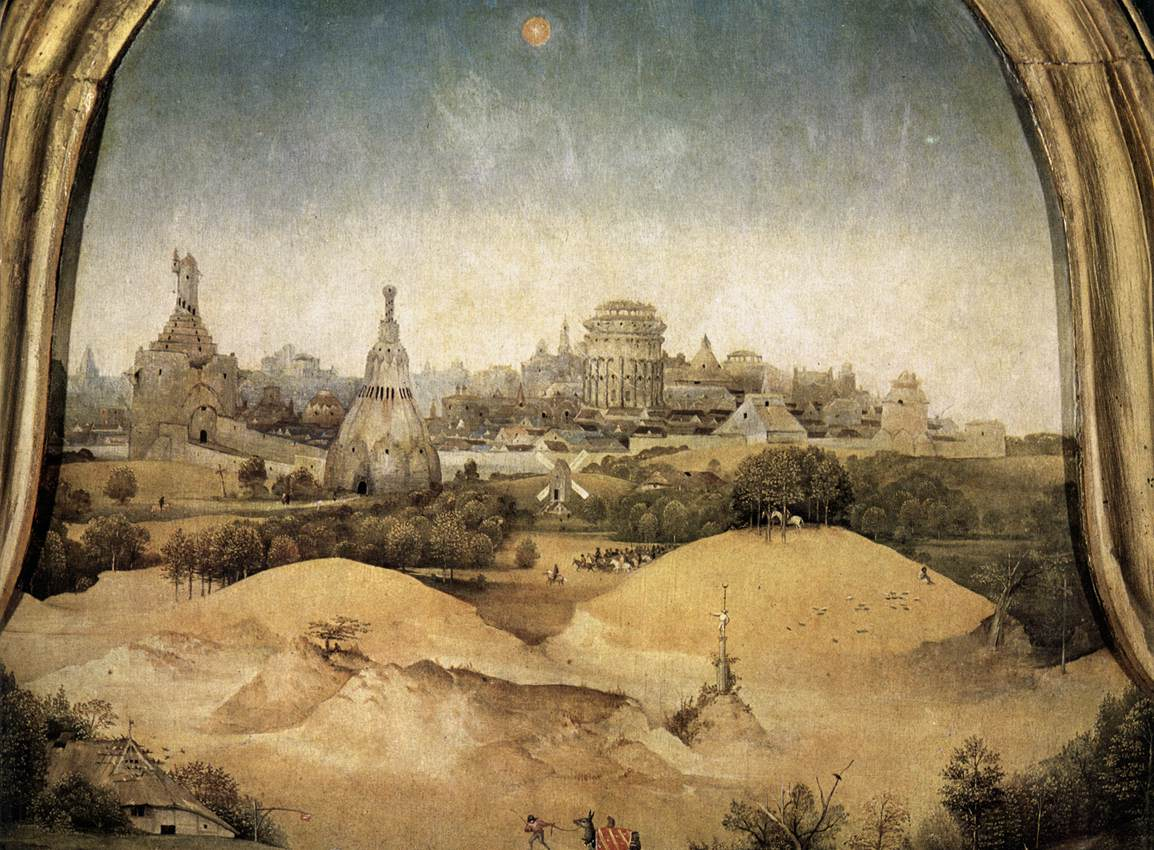
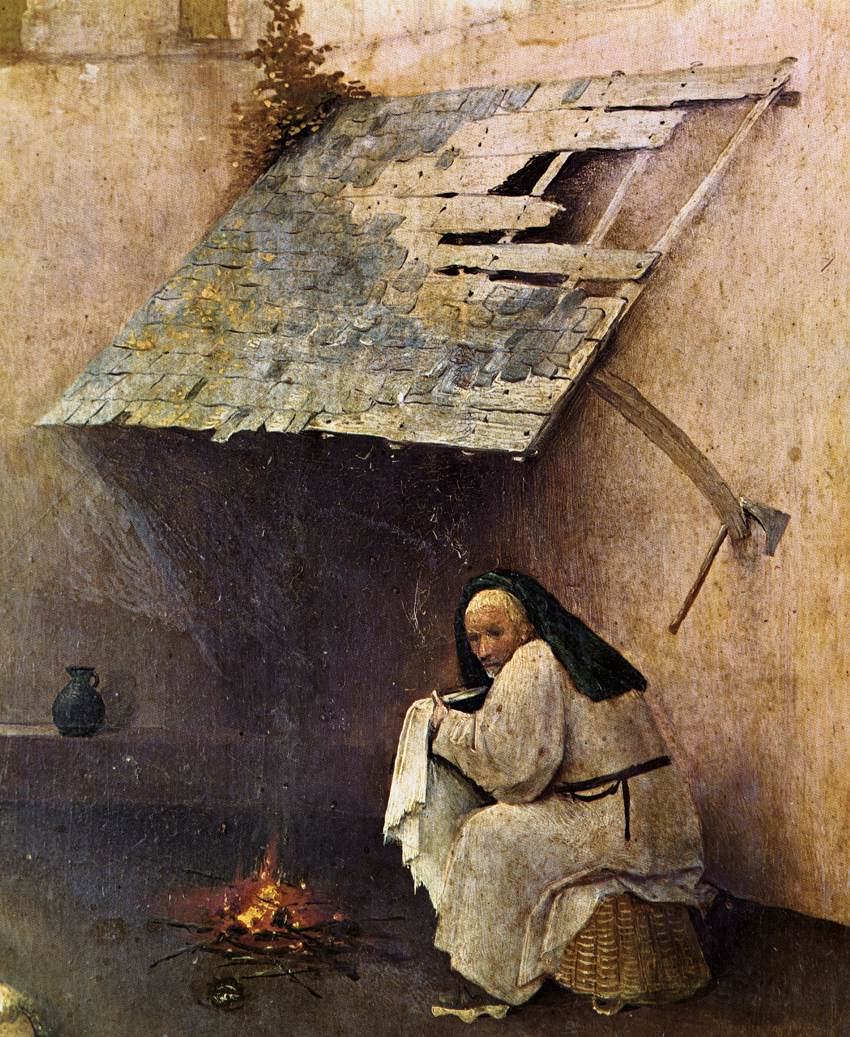
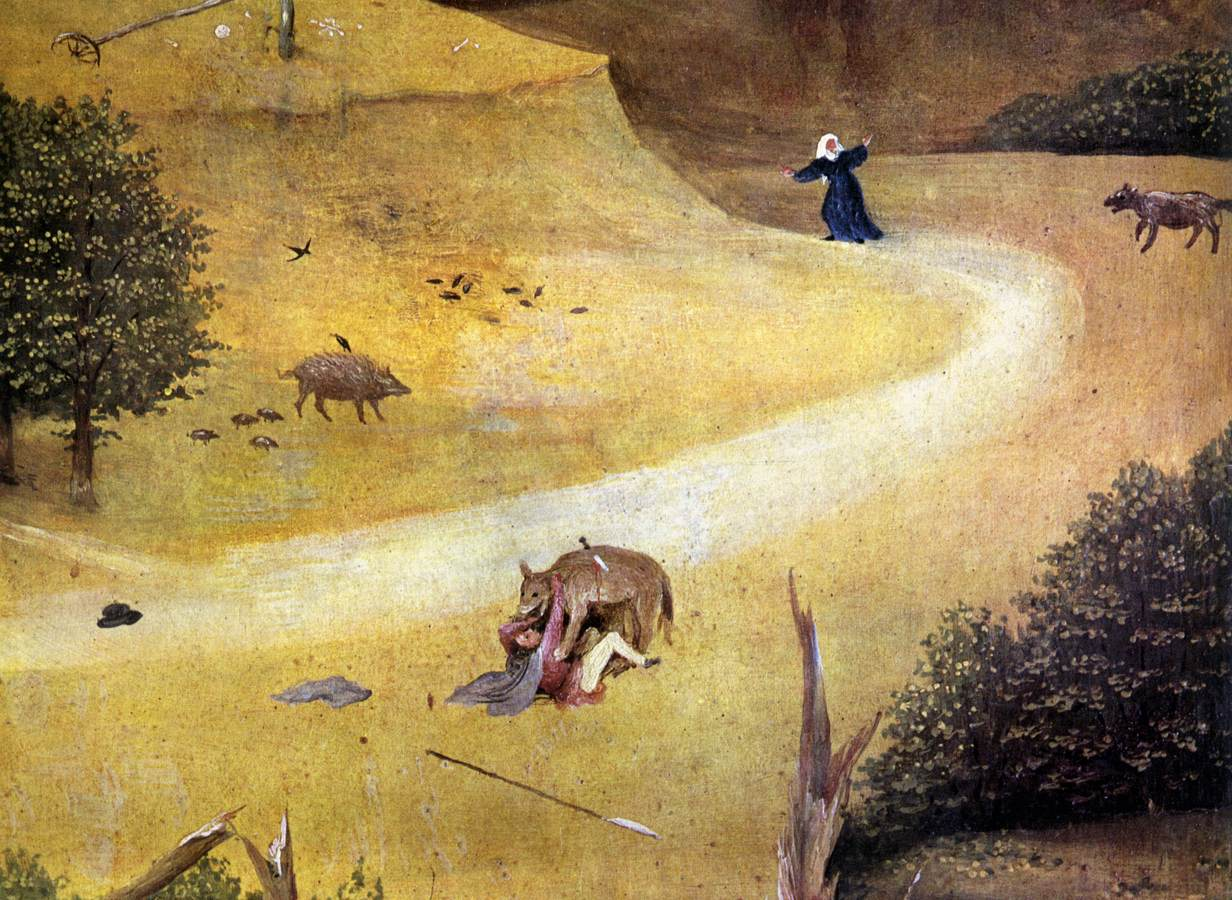

## Sources et bibliographie
- (en) Cet article est partiellement ou en totalité issu de l’article de Wikipédia en anglais intitulé « The Epiphany (Bosch) » (voir la liste des auteurs).
- Roger van Schoute, Monique Verboomen, Jérôme Bosch, Renaissance du Livre, 2003, p. 194 et suiv. - 234 pages Lire en ligne